# Saint-Cernin-de-Labarde
Saint-Cernin-de-Labarde ist eine französische Gemeinde mit 226 Einwohnern (Stand 1. Januar 2022) im Département Dordogne in der Region Nouvelle-Aquitaine (vor 2016: Aquitanien). Die Gemeinde gehört zum Arrondissement Bergerac und zum Kanton Sud-Bergeracois.
Der Name in der okzitanischen Sprache lautet Sent Sarnin de la Barda und leitet sich vom heiligen Saturninus von Toulouse ab. Das okzitanische Wort barda bezeichnet dabei ein schlammiges Gelände.

## Geographie
Saint-Cernin-de-Labarde liegt ca. 12 km südöstlich im Einzugsbereich (Aire urbaine) von Bergerac im Gebiet Bergeracois der historischen Provinz Périgord am südlichen Rand des Départements.
Die Gemeinde wird von der Conne, einem Nebenfluss der Dordogne, bewässert.
Umgeben wird Saint-Cernin-de-Labarde von den Nachbargemeinden:
| Conne-de-Labarde |                                             | Saint-Aubin-de-Lanquais |
|                  | Kompassrose, die auf Nachbargemeinden zeigt | Monmadalès              |
| Bouniagues       | Monsaguel Issigeac                          | Montaut                 |

## Einwohnerentwicklung
Nach Beginn der Aufzeichnungen stieg die Einwohnerzahl in der Mitte des 19. Jahrhunderts auf einen Höchststand von rund 635. In der Folgezeit setzte eine Phase der Stagnation bis zu den 1980er Jahren ein, die die Zahl der Einwohner bei kurzen Erholungsphasen auf ein Niveau von rund 200 Einwohnern sinken ließ, das bis heute gehalten wird.
| Jahr      | 1962 | 1968 | 1975 | 1982 | 1990 | 1999 | 2006 | 2011 | 2022 |
| --------- | ---- | ---- | ---- | ---- | ---- | ---- | ---- | ---- | ---- |
| Einwohner | 227  | 223  | 201  | 197  | 231  | 241  | 215  | 197  | 226  |

## Sehenswürdigkeiten
- Schloss Saint Cernin aus dem 16. Jahrhundert
- Schloss Pechmoutier aus dem 15. Jahrhundert
- Herrenhaus La Barde aus dem 18. Jahrhundert

## Wirtschaft und Infrastruktur
Die Landwirtschaft basiert auf den Anbau von verschiedenen Kulturpflanzen und der Viehzucht.
Saint-Cernin-de-Labarde liegt in den Zonen AOC des Bergerac mit den Appellationen Bergerac (blanc, rosé, rouge) und Côtes de Bergerac (blanc, rouge) sowie des Nussöls des Périgord.

### Verkehr
Saint-Cernin-de-Labarde ist erreichbar über die Routes départementales 14 und 21.